# APF TV Fun

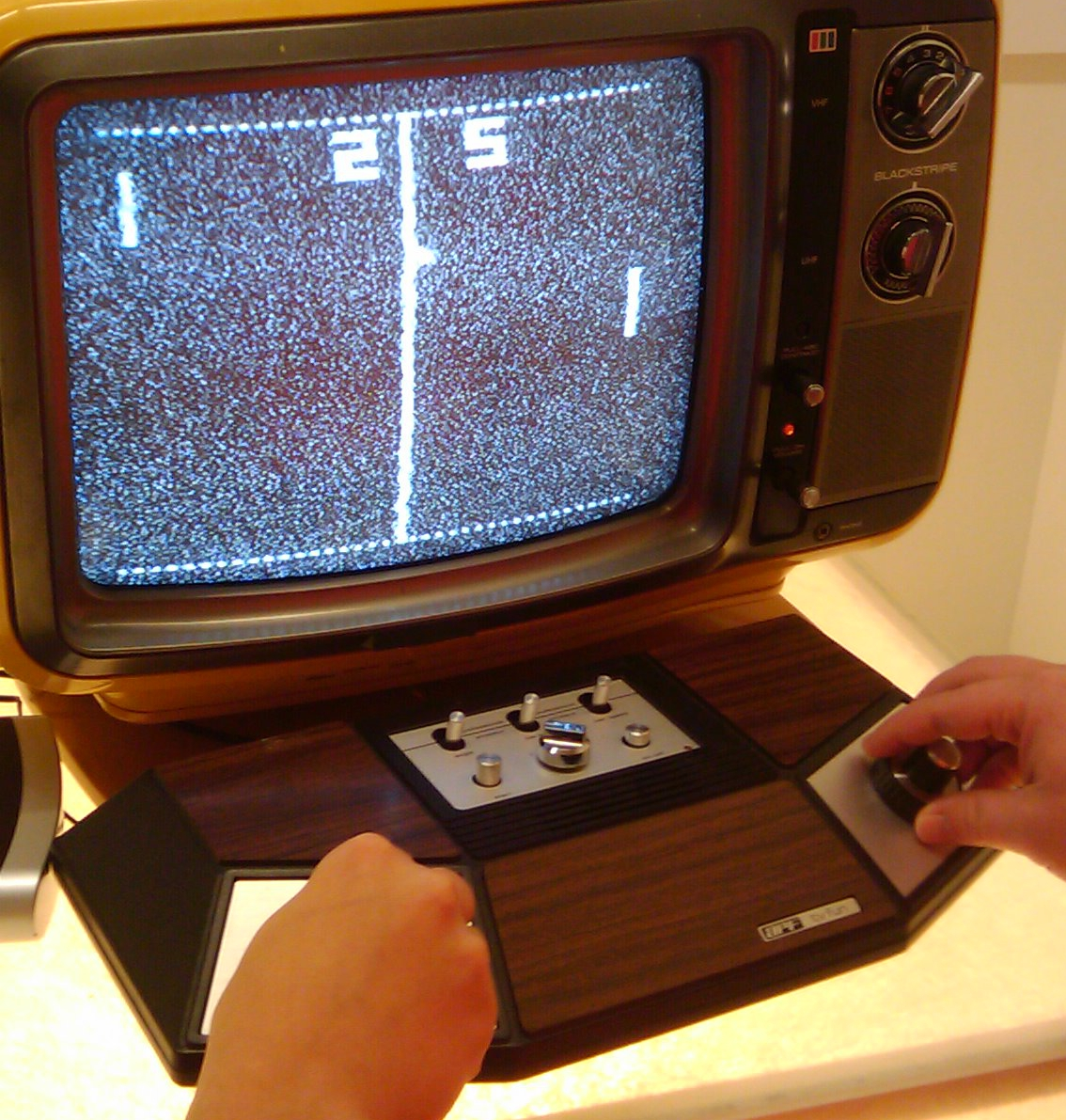
APF TV Fun으로 게임하는 모습

APF TV Fun은 APF 일렉트로닉스(APF Electronics Inc.)에서 제작한 가정용 게임기이다. 1976년 일본에서 생산되었다고 한다. 퐁 형태의 간단한 탁구 게임을 비롯한 여러 게임이 내장되어 있으며, 모델에 따라 여러 가지 차이가 있다.
모델 401, 401A는 두 개의 노브와 내장 스피커가 있으며 스위치에 따라 여러 가지 게임 설정 및 난이도를 조정할 수 있다. 토글 스위치는 '아마추어', '전문가'의 난이도를 설정하며, 2개의 버튼으로 각도 / 막대 길이 / 공 속도, 다이얼을 조정하여 게임의 종류를 설정할 수 있다.
모델 402에서는 두 개 이상의 유선 패들 컨트롤러 및 검은 라이트 건을 연결할 수 있으며, 게임 설정도 자동 및 수동 서브, 서브 버튼 및 라이트 건 게임 등이 추가되었다. 모델 401, 402는 모두 동일한 케이스를 사용하며 AC어댑터 외에 여섯개의 C사이즈 건전지를 이용하여 전원을 공급받을 수 있다.

이외에 405, 442, 444, 500의 모델이 생산되었고, 거의 모든 기기는 일본에서 제조되었다.